# Karl von Goebel

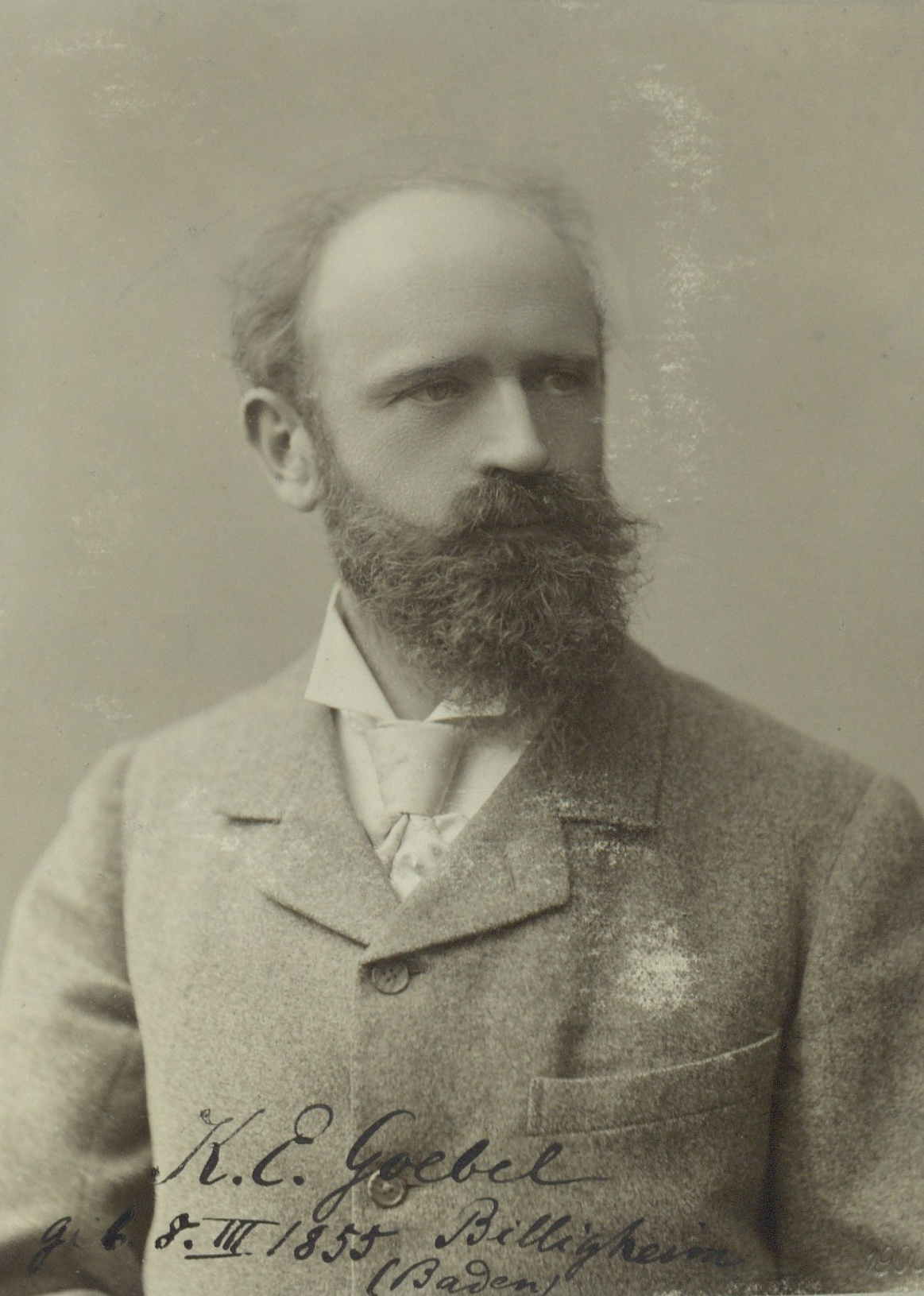
Karl Ritter von Goebel, c. 1898

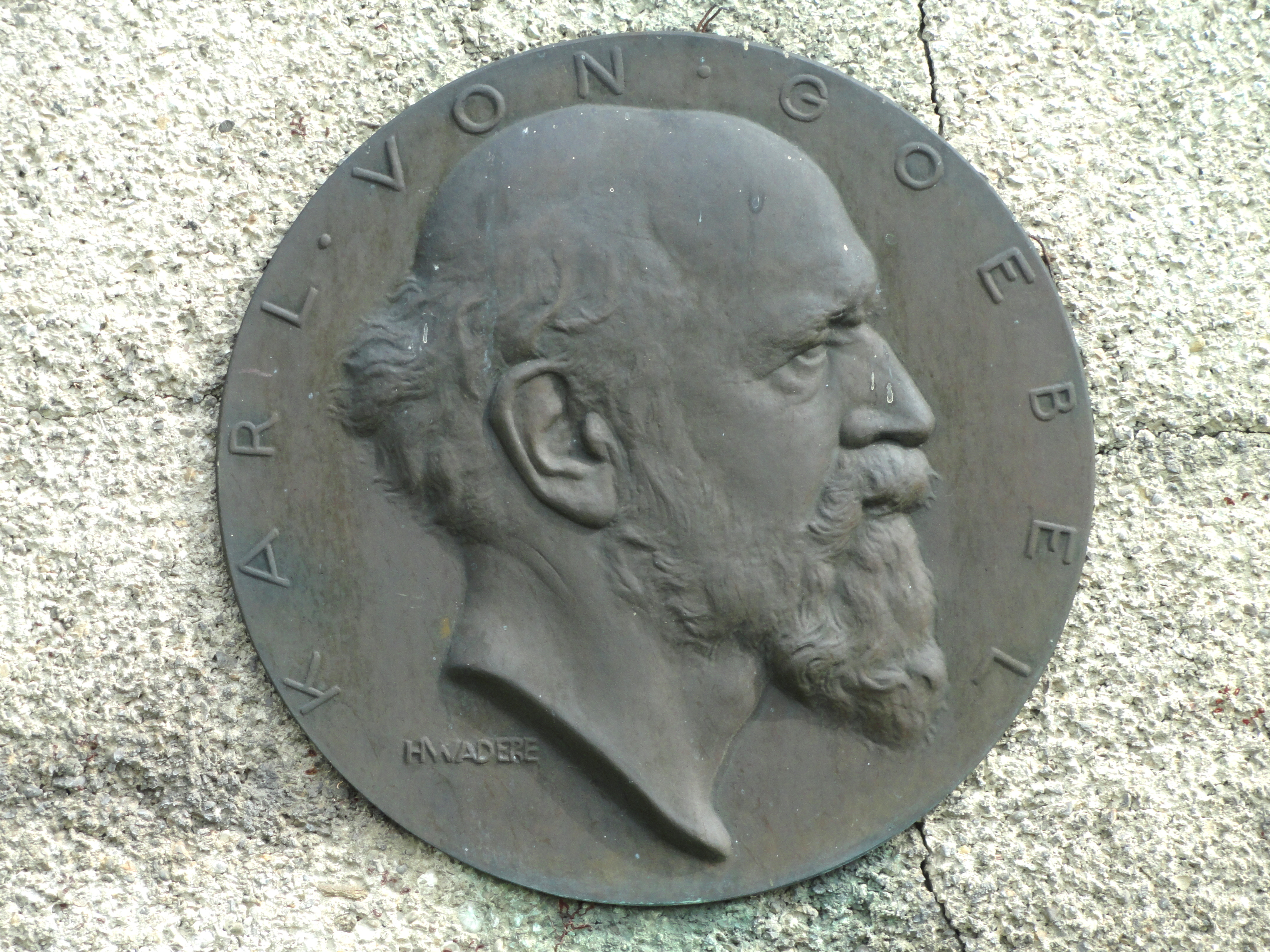
Karl Ritter von Goebel

Karl Immanuel Eberhard Goebel, seit 1909 Ritter von Goebel, (* 8. März 1855 in Billigheim; † 9. Oktober 1932 in München) war ein deutscher Botaniker. Sein offizielles botanisches Autorenkürzel lautet „K.I.Goebel“.

## Leben
Goebel war der Sohn eines Fabrikbesitzers. Da er nach dem frühen Tod seines Vaters eigentlich Pfarrer werden sollte, besuchte er das Knabeninstitut in Korntal und das Seminar in Blaubeuren. Ab 1873 studierte er Theologie und Philosophie, daneben Botanik bei Wilhelm Hofmeister an der Universität Tübingen. 1876 wechselte er nach Straßburg, wo er bei Anton de Bary studierte und bei diesem 1877 zum Dr. phil promoviert wurde. 1878 wurde Goebel Assistent bei Julius Sachs, wo er sich 1880 habilitierte und Privatdozent an der Universität Würzburg wurde.
1881 wurde er erster Assistent bei August Schenk an der Universität Leipzig, dann außerordentlicher Professor in Straßburg, 1882 außerordentlicher und 1883 ordentlicher Professor an der Universität Rostock, wo er 1884 den Botanischen Garten und ein botanisches Institut gründete. Von 1887 bis 1891 war er Professor in Marburg und von 1891 bis 1931 an der Universität München. Hier legte er den neuen Botanischen Garten in Nymphenburg an und war dessen erster Direktor. 1892 wurde er ordentliches Mitglied der Bayerischen Akademie der Wissenschaften. 1909 erhob ihn der bayerische König in den Adelsstand.
In den Jahren 1885 und 1886 unternahm er Forschungsreisen nach Ceylon und Java, 1890 und 1891 nach Venezuela und in das damalige Britisch-Guayana.
Hauptarbeitsgebiete von Goebel waren die vergleichend-funktionelle Anatomie, Morphologie und Entwicklungsphysiologie der Pflanzen unter phylogenetischen Gesichtspunkten und der Einfluss äußerer Faktoren auf die „Reaktionsbreite“ ihrer Keimlinge. Goebel betonte die Abhängigkeit der Form eines Organismus von dessen Funktion und war damit einer der Begründer der experimentellen Richtung in der Morphologie.
Seit 1889 war Goebel Herausgeber der Zeitschrift „Flora“. 1931 wurde ihm die Linné-Medaille der Linnean Society of London verliehen. Seit 1892 war er ordentliches Mitglied der Kaiserlichen Moskauer Gesellschaft der Naturforscher, seit 1900 war er Mitglied der Königlichen Physiographischen Gesellschaft in Lund, seit 1901 auswärtiges Mitglied der Königlich Dänischen Akademie der Wissenschaften, seit 1902 der Göttinger Akademie der Wissenschaften, seit 1908 war er Ehrenmitglied der Kaiserlichen Moskauer Gesellschaft der Naturforscher, seit 1910 Ehrenmitglied (Honorary Fellow) der Royal Society of Edinburgh, seit 1912 Mitglied der Königlichen Gesellschaft der Wissenschaften in Uppsala, seit 1913 korrespondierendes Mitglied der Preußischen Akademie der Wissenschaften, seit 1914 auswärtiges Mitglied der Accademia Nazionale dei Lincei in Rom, seit 1917 Mitglied der Königlich Schwedischen Akademie der Wissenschaften, seit 1924 korrespondierendes Mitglied der Russischen Akademie der Wissenschaften und seit 1932 der National Academy of Sciences.

### Chauvinismus und Antisemitismus
Im Vorwort zum 1941 im Verlag der Ahnenerbe-Stiftung veröffentlichten Briefwechsel mit Ernst Bergdolt beschrieb dieser Goebels während des Ersten Weltkriegs geäußerten Wunsch nach einer „Militärdiktatur“ und weitere antiparlamentaristische Ansichten Goebels. In weiteren seiner Briefe, teils noch aus dem 19. Jahrhundert, finden sich antisemitische Äußerungen (z. B. „Juden der widerwärtigsten Sorte“). In rassistischer Weise kritisierte er im Ersten Weltkrieg England, das „auf Seiten biologisch dem Untergang geweihter Völker kämpft, statt sich des gemeinsamen germanischen Blutes zu erinnern.“

### Ehrungen
Für seine Leistungen wurde er 1909 durch Prinzregent Luitpold mit dem Ritterkreuz des Verdienstordens der Bayerischen Krone ausgezeichnet. Mit der Verleihung war die Erhebung in den persönlichen Adelsstand verbunden und er durfte sich nach der Eintragung in die Adelsmatrikel Ritter von Goebel nennen. Er war außerdem seit 1902 Inhaber des Verdienstordens vom Heiligen Michael III. Klasse sowie seit 1911 Ritter in der Abteilung für Wissenschaft des Maximiliansordens für Wissenschaft und Kunst.

## Zeugnisse
Goebel in einem Brief an Eduard Strasburger am 21. Januar 1908:
„Die Gartenverlegung ist im Bayerischen Finanzausschuß der Abgeordnetenkammer genehmigt und wird wohl auch vom Plenum unserer ‚Dunkelkammer‘ (Bayerischer Landtag) akzeptiert werden. Da heißt es für mich der Wissenschaft entsagen und Gartentechniker werden“.
Ernst Küster über seine Studienzeit in München (Erinnerungen eines Botanikers, 1956):
„Der Meister aller Lehrer aber war Karl Goebel, der Botaniker ... ‚Ich bin ein Despot‘ sagte Goebel damals gern ... niemand zögerte aber, ihn seines Despotentums wegen zu bewundern; denn jedermann wußte, daß er mit ihm der Sache diente.“

## Schriften
- Morphologische und biologische Studien I – XV. In: Annales du Jardin Botanique de Buitenzorg, Bd. 7 (1888), S. 2–140, Bd. 9 (1891), S. 2–126, Bd. 36 (1926), S. 2–201 und Bd. 39 (1982), S. 2–232.

- Pflanzenbiologische Schilderungen. Zwei Bände. Elwert, Marburg 1889/1893.

- Einleitung in die experimentelle Morphologie der Pflanzen. Teubner, Leipzig 1908.

- Gesetzmäßigkeiten im Blattaufbau (= Botanische Abhandlungen, Bd. 1). Fischer, Jena 1922.

- (mit Constanze Ganzenmüller): Wilhelm Hofmeister. Arbeit und Leben eines Botanikers des 19. Jahrhunderts. Akademische Verlags-Gesellschaft, Leipzig 1924.

- Organographie der Pflanzen. Drei Teile. 3. Aufl. Fischer, Jena 1928–1933 und Ergänzungsbände 1 und 2. Fischer, Jena 1920/1931.
- (mit Walter Sandt): Untersuchungen an Luftwurzeln (= Botanische Abhandlungen, Bd. 17). Fischer, Jena 1930.